# Smród życia
Smród życia (ang. Life stinks) – film amerykańskiego reżysera Mela Brooksa z 1991 roku.

## Fabuła
Miliarder Goddard Bolt jest biznesmenem bez skrupułów. Dla swoich projektów budowlanych, takich jak porty jachtowe i centra handlowe, wygania on z miejsc docelowych pierwotnych mieszkańców, chorych i emerytów. Gdy nabywa dla swojego nowego projektu działki ze slumsów, uprzedza go jego konkurent Vance Crasswell, który kupuje drugą część tych terenów. Ponieważ żaden z nich nie chce sprzedać swojej połowy, Vance proponuje zakład: Goddard Bolt musi przeżyć w slumsach 30 dni, nie mogąc przy tym sięgać po żadne środki finansowe i ujawniać się nikomu jako miliarder. Aby go kontrolować, zostaje mu na nogę założona obroża z nadajnikiem, która alarmuje obie strony w wypadku opuszczenia terenu slumsów przez Bolta. Jeśli alarm jest aktywny dłużej niż 30 sekund, Goddard Bolt przegrywa zakład. Wystawiony na życie w slumsach, miliarder poznaje na własnej skórze różnice między bogactwem a biedą.
Poznaje tam Molly, byłą tancerkę, która zrezygnowała dla męża ze swojej kariery i po rozpadzie małżeństwa wylądowała na ulicy i w tej kobiecie, zwanej królową blaszanych puszek, się zakochuje z wzajemnością. Udaje mu się wygrać zakład, jednak zostaje uznany przez swoich prawników, przekupionych przez konkurenta za niepoczytalnego i traci cały swój majątek. Po kilku przejściach udaje mu się jednak zmusić swojego konkurenta do przyznania się przed kamerą, że to właśnie on wygrał zakład.
Przemieniony Bolt nakazuje budowę na swoim terenie dużego parku, darmowych mieszkań dla mieszkańców slumsów, jak i szpitala i poślubia Molly.

## Recenzje
W czasopiśmie Cinema określono film jako komedię społeczną z tęgą farsą, z romantycznymi kiczowatymi elementami. Obraz dobrodusznych bezdomnych jest rażąco sentymentalny, a klimat dawnych filmów Brooksa traci trochę na rzecz wkomponowanego humoru, jednakże sytuacji komicznych jest w tym filmie mnóstwo.
Leksykon filmowy określił film jako powierzchowną komedię pełną promieniującego społecznego romantyzmu. Film pokazuje w banalny, ale także bolesny sposób, mieszczański świat biednych. Reżyser postawił raczej na zamieszanie i sentymentalny patos, zamiast na zuchwałość i ironię.

## Tło
Film został nakręcony  w Los Angeles w Culver Studios w Culver City. Zarobił w amerykańskich kinach 4,1 miliona dolarów.

## Obsada
- Mel Brooks .... Goddard 'Pepto' Bolt
- Lesley Ann Warren .... Molly
- Jeffrey Tambor .... Vance Crasswell
- Stuart Pankin .... Pritchard
- Howard Morris .... Sailor
- Rudy De Luca .... J. Paul Getty
- Theodore Wilson .... Fumes
- Carmen Filpi .... Pops (eleven's up)
- Michael Ensign .... Knowles
- Matthew Faison .... Stevens
- Billy Barty .... Willy
- Brian Thompson .... Mean Victor
- Raymond O'Connor .... Yo
- Carmine Caridi .... Flophouse Owner
- Sammy Shore .... Reverend at Wedding
- Frank Roman .... Spanish Interpreter
- Christopher Birt .... Paramedic